# Metro (Spiel)
Metro ist ein Brettspiel von Dirk Henn für 2 bis 6 Spieler.
Queen Games produzierte das Spiel 2000, nachdem Henn es 1997 als Iron Horse im Eigenverlag db-Spiele veröffentlichte.
Das Spiel stand im Jahr 2000 auf der Auswahlliste zum Spiel des Jahres und gehörte 2001 zu den Finalisten des Gamers Choice Award. Weiter wurde es 2001 mit einem Mensa Select ausgezeichnet.

## Ausstattung
- 1 aufklappbarer Spielplan
- 60 Gleisplättchen
- 6 Übersichtstafeln in den verschiedenen Spielfarben
- 61 Metrowaggons
- 6 Zählsteine
- 1 Spielregel

## Das Spiel

### Spielhintergrund
Die Spieler schlüpfen in die Rolle von U-Bahnbaumeistern, die im Jahr 1898 die Pariser Metro zur Weltausstellung im Jahr 1900 erbauen sollen.

### Spielbrett
Das Spielfeld ist rechteckig und besteht aus insgesamt 10×10 Feldern, wobei die vier Eckfelder frei bleiben. Die Randfelder stellen U-Bahn-Stationen, von denen jeder Spieler eine gewisse Anzahl in seinem Besitz hat, dar, ebenso die vier mittleren Felder; eine Verbindung zu diesen Hauptstationen bringt in der Streckenabrechnung die doppelte Punktzahl. Die übrigen 60 Felder sind frei, auf ihnen werden die Gleisplättchen abgelegt.

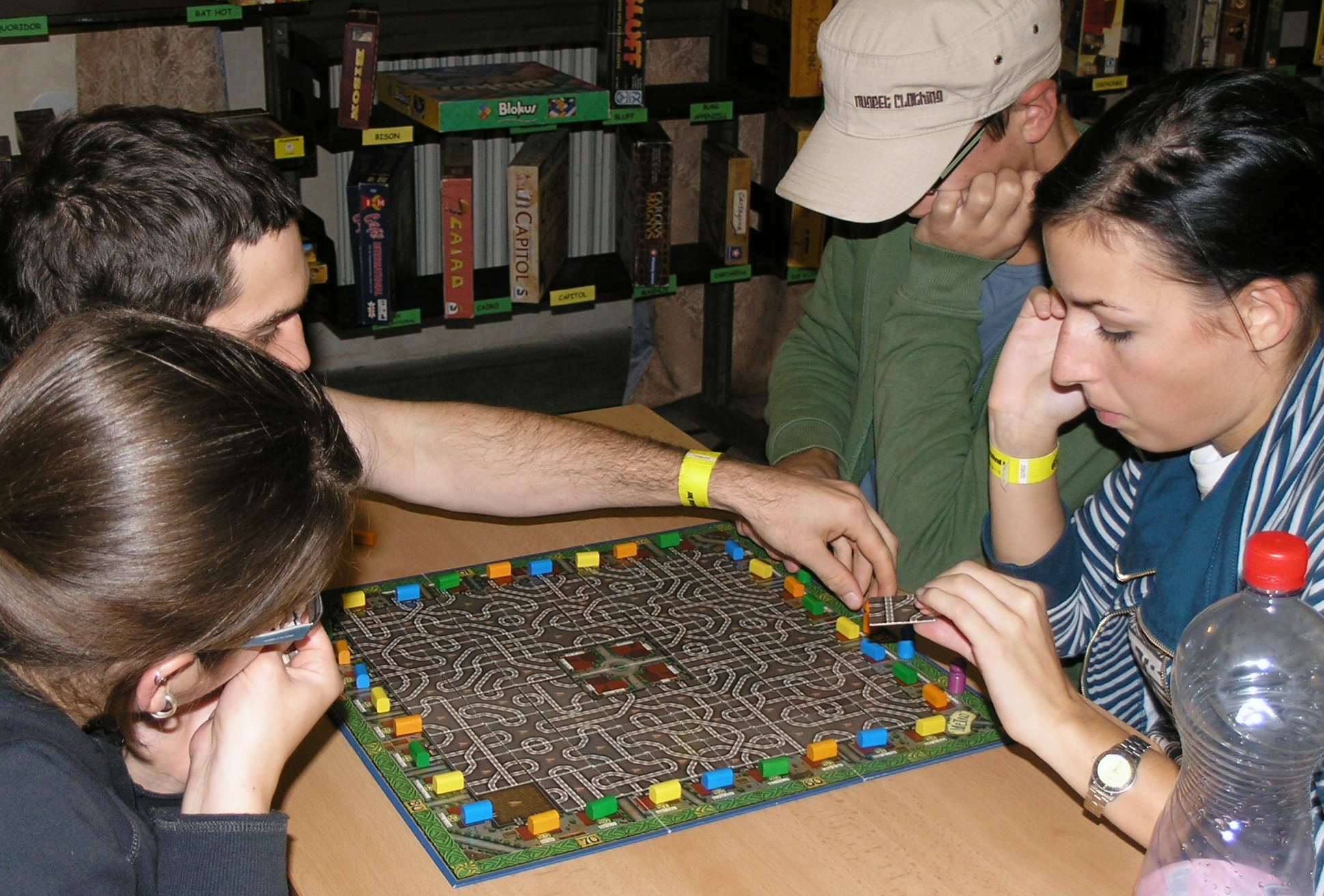
Spielsituation

### Spielziel
Ziel des Spiels ist es, durch geschicktes Ablegen der Gleisplättchen möglichst lange Strecken zwischen zwei Bahnhöfen zu bilden. Jede Strecke bringt Punkte, es gewinnt wer bei Spielende die meisten Punkte gesammelt hat.

### Spielablauf
Die Spieler sind reihum an der Reihe. Wer am Zug ist, zieht eines der verdeckt um das Spielbrett verteilten Gleisplättchen. Nun hat er die Wahl, ob er dieses auf dem Spielbrett ablegt oder ein weiteres Plättchen zieht, welches er dann aber auf jeden Fall ablegen muss. Wird durch die Ablage eine oder mehrere Strecken vervollständigt, werden diese abgerechnet. Damit endet der Spielzug.

### Spielende
Das Spiel endet, wenn alle Bahnhöfe mit einer Metrolinie verbunden sind.

## Varianten
Das Spiel kann so variiert werden, dass der bei der Grundvariante sehr hohe Glücksfaktor zugunsten der Strategie abnimmt. Dadurch kann man zulassen, dass die Gleisplättchen beliebig gedreht abgelegt werden dürfen, was in der Grundvariante nicht erlaubt ist. Eine andere Variante gibt eine bestimmte Anzahl von Plättchen in der Hand vor, so dass der Spieler eine bessere Möglichkeit besitzt seine Strecken voraus zu planen.

## Anachronismen bei den Stationsnamen
Die ursprüngliche Pariser Metro von 1900 bestand im Wesentlichen aus einer einzigen Linie, dem zentralen Teil der heutigen Linie 1. Die Stationsnamen auf dem Spielplan sind ausschließlich Namen, die zum Zeitpunkt der Veröffentlichung des Spieles existiert haben. Die ausgewählten U-Bahnhöfe stammen von fast allen Linien, die Ende der 90er in Betrieb waren und geben daher eher ein Bild der heutigen Pariser Metro wieder. Dies führt zu einigen Anachronismen, da einige der Stationen entweder erst Jahrzehnte später gebaut wurden oder 1900 andere Namen hatten.

## Cable Car
2009 veröffentlichte Queen Games das Spiel San Francisco Cable Car, welches auf Metro bzw. Iron Horse basiert; Das Setting wurde verändert und eine weitere Spielvariante in Form der Erweiterung „Die Gesellschaften“ hinzugefügt. In dieser Spielvariante ist keine der Farben einem Spieler zugeordnet. Stattdessen erwirbt man durch Handel Aktienanteile an den einzelnen Bahngesellschaften (Farben). Punkte erhalten die Spieler dann entsprechend ihren Besitzverhältnissen an den einzelnen Gesellschaften.